# Liège-Bastogne-Liège 1986
La 72e édition de Liège-Bastogne-Liège a eu lieu le 20 avril 1986 et a été remportée par l'Italien Moreno Argentin.

## Déroulement de la course
Cette 72ème Doyenne a connu des conditions atmosphériques difficiles, la pluie étant présente tout au long de la journée. Moins d'un quart des partants rallie Liège. Un groupe de quatre coureurs se présente sur le boulevard de la Sauvenière où Moreno Argentin s'impose facilement au sprint devant Adrie van der Poel, Dag Erik Pedersen et Claude Criquielion. L'Italien déjà victorieux l'année précédente réalise ainsi le doublé.

## Classement
| n° | Coureur                    | Équipe                              | Temps           |
| -- | -------------------------- | ----------------------------------- | --------------- |
| 1  | Moreno Argentin            | Sammontana                          | 6 h 41 min 21 s |
| 2  | Adrie van der Poel         | Kwantum Hall.                       | m.t.            |
| 3  | Dag Erik Pedersen          | Ariostea-Gres                       | m.t.            |
| 4  | Claude Criquielion         | Hitachi-Marc                        | m.t.            |
| 5  | Steven Rooks               | PDM-Ultima                          | à 20 s          |
| 6  | Marc Sergeant              | Lotto-Emerxil                       | m.t.            |
| 7  | Jean-Philippe Vandenbrande | Hitachi-Marc                        | à 44 s          |
| 8  | Roberto Pagnin             | Malvor                              | m.t.            |
| 9  | Hubert Seiz                | Supermercati Brianzoli-Chateau d'Ax | à 55 s          |
| 10 | Heinz Imboden              | Cilo-Aufina                         | à 1 min 00 s    |